# Suzette
 Suzette  es una población y comuna francesa, en la región de Provenza-Alpes-Costa Azul, departamento de Vaucluse, en el distrito de Carpentras y cantón de Beaumes-de-Venise.
Está integrada en la Communauté d'agglomération du Grand Avignon.

## Demografía
| 103 | 83 | 89 | 113 | 108 | 129 |
| Para los censos de 1962 a 1999 la población legal corresponde a la población sin duplicidades (Fuente: INSEE [Consultar]) |    |    |     |     |     |